# Yanqi

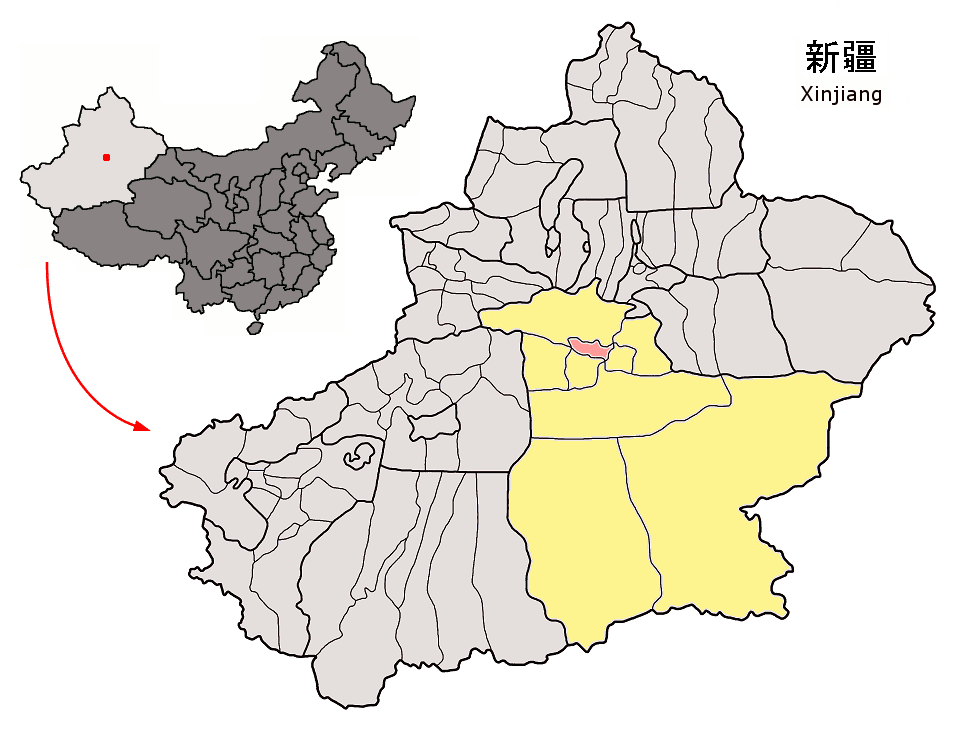
Lage des Kreises Yanqi (rosa) im Bezirk Bayingolin (gelb)

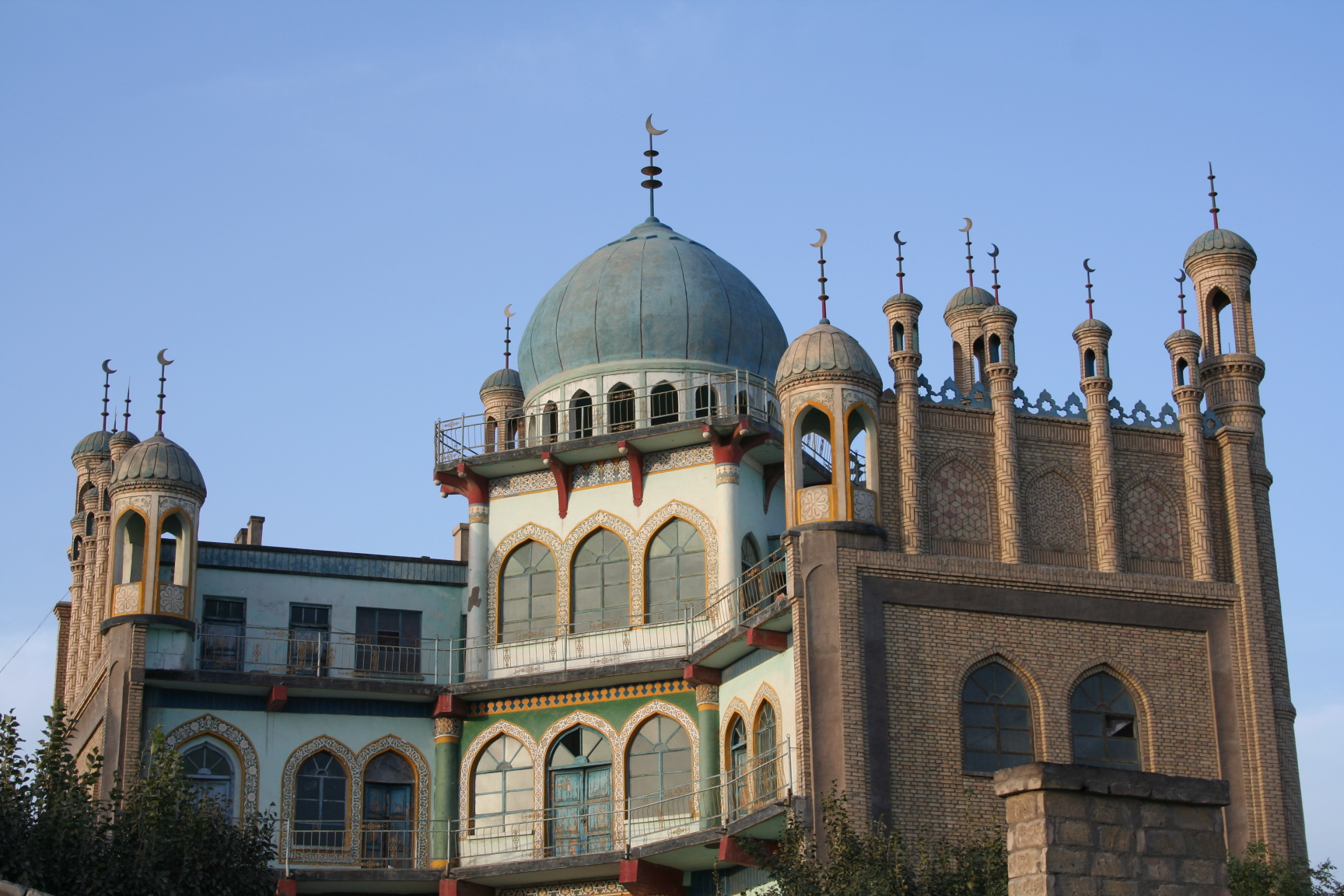
Moschee in Yanqi

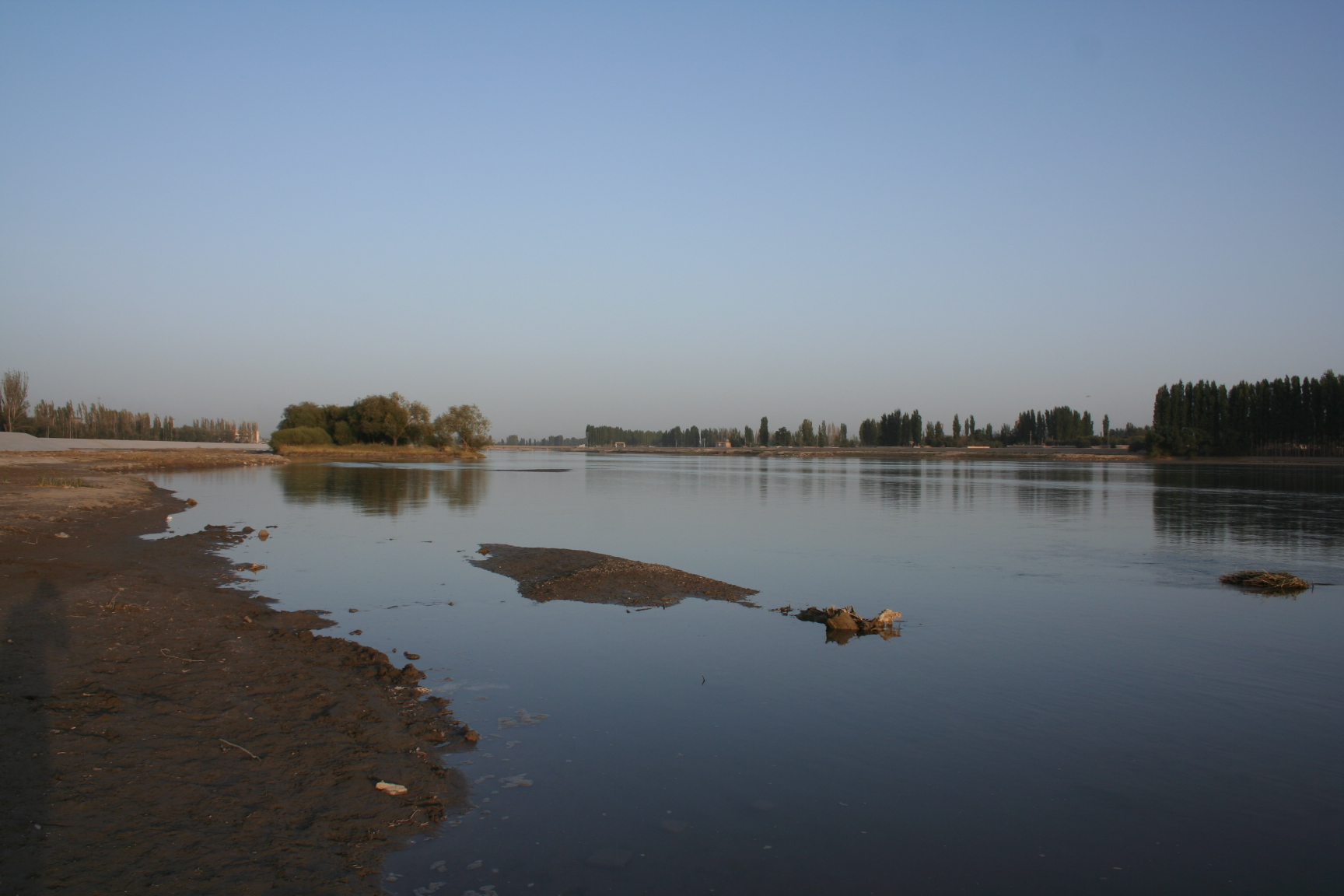
Der Fluss Kaidu

Der Autonome Kreis Yanqi der Hui (chinesisch 焉耆回族自治县, Pinyin Yānqí Huízú zìzhìxiàn, uigurisch يەنجى خۇيزۇ ئاپتونوم ناھىيىسى Yənji Huyzu Aptonom Naⱨiyisi) liegt zentral im Uigurischen Autonomen Gebiet Xinjiang der Volksrepublik China. Er gehört administrativ zum Mongolischen Autonomen Bezirk Bayingolin. Der Kreis hat eine Fläche von 2.429,32 km² und 127.628 Einwohner (Stand: Zensus 2010). Beim Zensus im Jahre 2000 wurden noch 117.529 Einwohner gezählt. Auf dem Gebiet des heutigen Kreises lag das alte Königreich Karaschahr. Südwestlich des Kreishauptortes, der Großgemeinde Yanqi, liegen die berühmten Tempelruinen von Shorchuk.

## Administrative Gliederung und Bevölkerung
Der Autonome Kreis setzt sich aus vier Großgemeinden und vier Gemeinden zusammen. Diese sind:
- Großgemeinde Yanqi (焉耆镇), bestehend aus zehn Einwohnergemeinschaften und einem Dorf, Sitz der Kreisregierung, 29.000 Einwohner (2000);
- Großgemeinde Qigxin (七个星镇), bestehend aus einer Einwohnergemeinschaft und neun Dörfern, 12.629 Einwohner (2000);
- Großgemeinde Yongning (永宁镇), bestehend aus zwei Einwohnergemeinschaften und acht Dörfern, 18.235 Einwohner (2000);
- Großgemeinde Sishilichengzi (四十里城子镇), bestehend aus einer Einwohnergemeinschaft und fünf Dörfern, 8.722 Einwohner (2000);
- Gemeinde Beidaqu (北大渠乡), bestehend aus sechs Dörfern, 9.026 Einwohner (2000);
- Gemeinde Wuhaoqu (五号渠乡), bestehend aus einer Einwohnergemeinschaft und acht Dörfern, 14.791 Einwohner (2000);
- Gemeinde Qagan Qehe (查汗采开乡), bestehend aus vier Dörfern, 5.841 Einwohner (2000);
- Gemeinde Borhoi (包尔海乡), bestehend aus fünf Dörfern, 6.614 Einwohner (2000).

Hinzu kamen im Jahre 2000 noch die Einwohner dreier staatlicher Einrichtungen auf dem Kreisgebiet:
- Staatsfarm (für Weideviehwirtschaft) Wangjiazhuang (王家庄牧场) 1.221 Einwohner,
- Zuchtfarm für hochwertige Viehrassen Suhai (苏海良种场), 1.555 Einwohner,
- Produktions- und Aufbaukorps Nr. 27 (兵团27团), 9.895 Einwohner.